# Busstrafik i Trelleborg
Busstrafiken i Trelleborg består av tre stadsbusslinjer och nio regionbusslinjer till omgivande kommuner.  Trelleborgs stadsbussar är gröna liksom Skånetrafikens övriga stadsbussar. Regionbussar till omgivande kommuner är gula. Trafikhuvudman för busstrafiken i Trelleborg är Skånetrafiken, som även sköter regionbussarna. 

## Stadsbusslinjer
Vid tidtabellsomläggningen 13 december 2015 när Trelleborgsbanan öppnade för pågatågstrafik försvann Övre som knutpunkt och alla stadsbussar fick Trelleborgs centralstation som knutpunkt. Linjenätet ändrades och består nu av tre linjer.

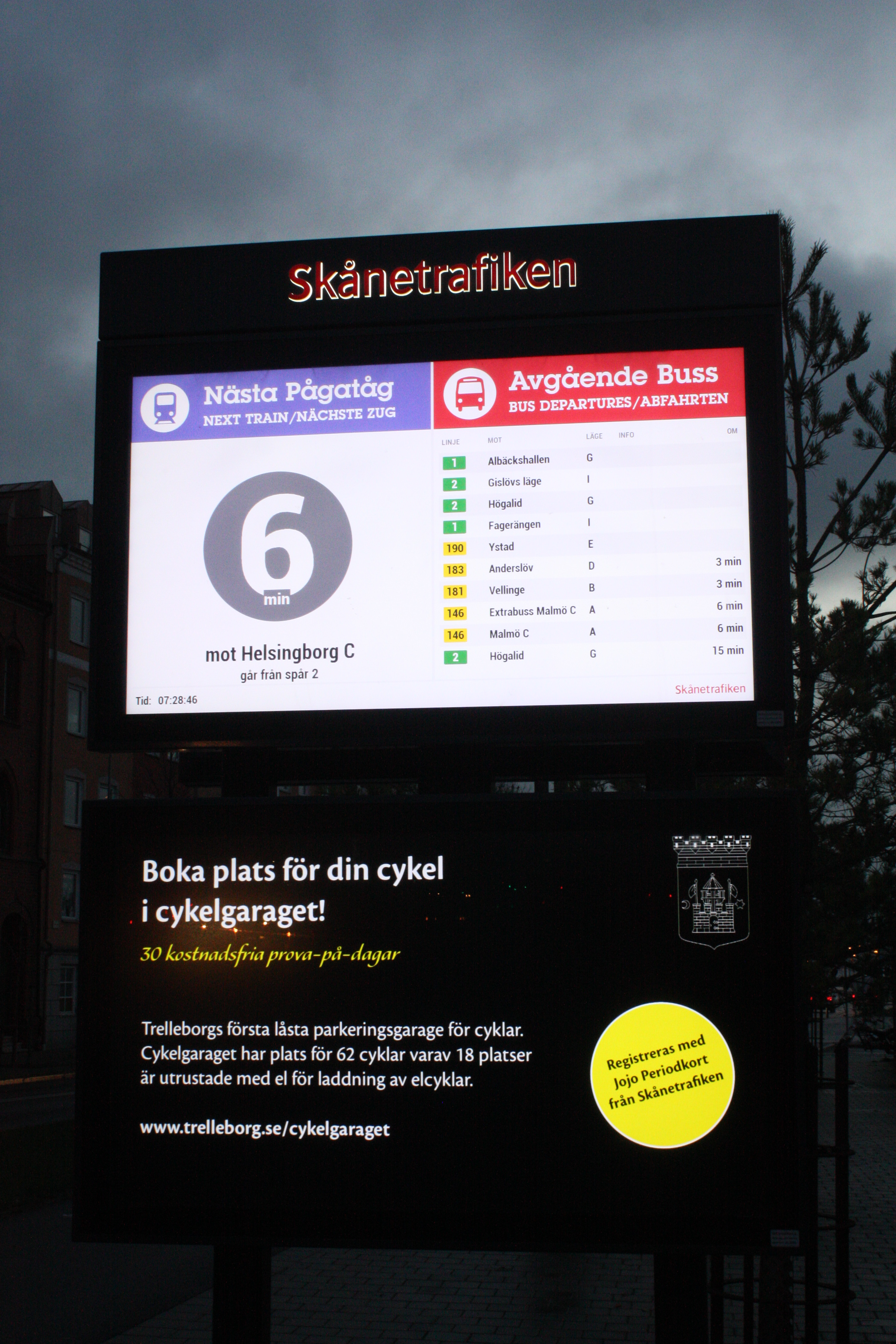
Infoskärm i Trelleborgs centralstation

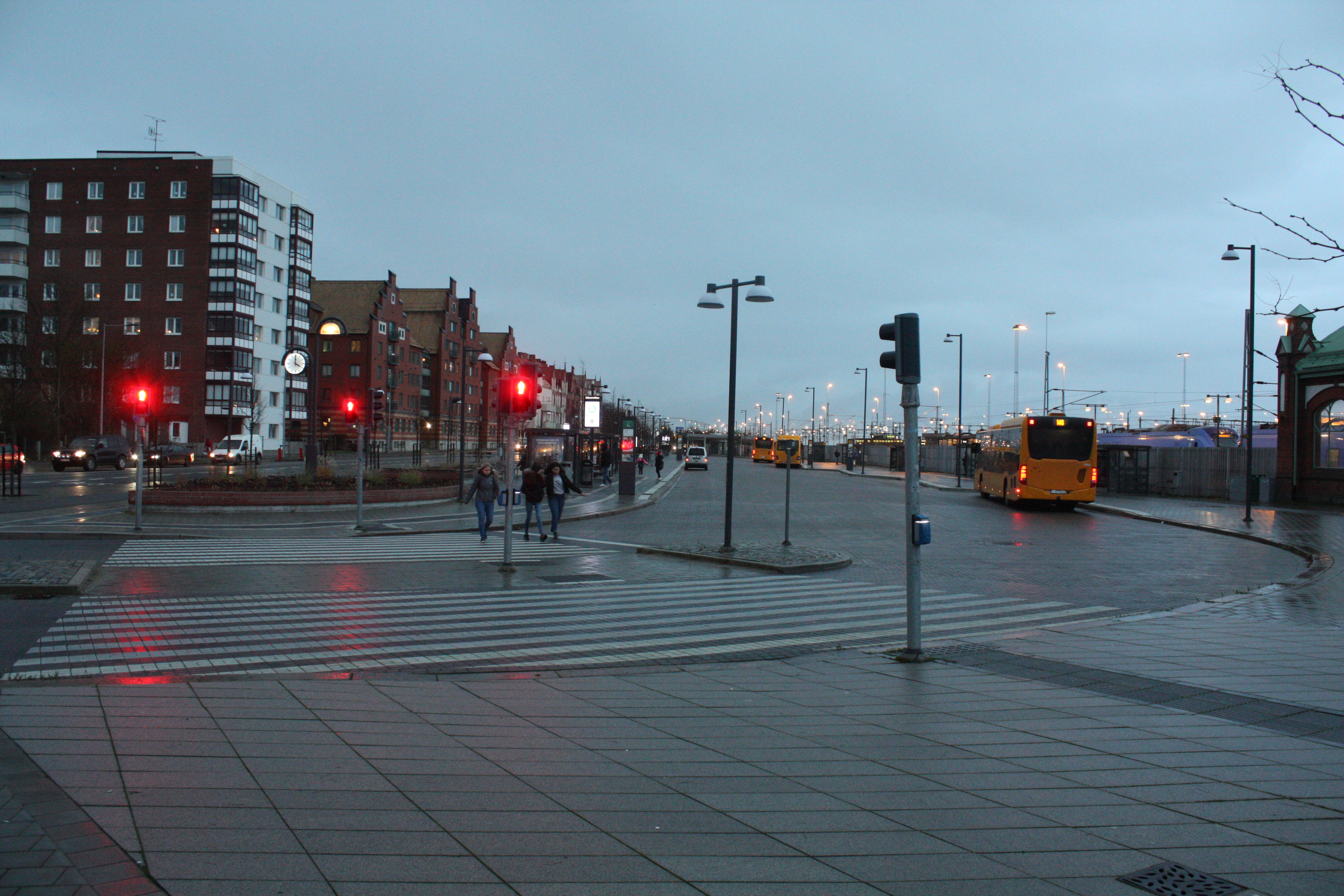
Busshållplatser, Trelleborgs centralstation

| Linje | Sträckning                             |
| ----- | -------------------------------------- |
| 1     | Fagerängen - Centralen - Albäckshallen |
| 2     | Högalid - Centralen - Gislövs Läge     |
| 10    | Centralen - Lasarettet - Kyrkoköpinge  |

## Regionbusslinjer
| Linje | Sträckning                                           |
| ----- | ---------------------------------------------------- |
| 144   | Anderslöv – Östra Grevie/Malmö Persborg              |
| 145   | Trelleborg C – Svedala                               |
| 146   | Trelleborg C – Vellinge – Malmö Södervärn            |
| 181   | Trelleborg – Skegrie – Höllviken – Vellinge          |
| 182   | Trelleborg C – Skåre                                 |
| 183   | Anderslöv – Trelleborg                               |
| 184   | Trelleborg – Ö Klagstorp – Stora Beddinge            |
| 190   | Trelleborg – Smygehamn – Skateholm – Abbekås – Ystad |
| 379   | Vellinge – Västra Ingelstad – Östra Grevie           |

I december 2021 fick linje 146 och 181 några av Sveriges första helt eldrivna regionbussar.

## Operatör
Såväl stads- som regionbusstrafiken körs av Bergkvarabuss Trelleborg.